# Euros Lyn
Euros Lyn (Cardiff, 28 de marzo de 1971) es un director de cine y televisión galés, reconocido por haber dirigido episodios de series como Doctor Who, Sherlock, Black Mirror y Jane Hall, entre otras. 
Ganó el premio BAFTA Cymru en tres oportunidades en la categoría de mejor director y en 2015 se le concedió el premio Siân Phillips por sus contribuciones a la industria cinematográfica.
En 2020 dirigió la película para el canal Sundance Dream Horse.
Mas recientemente rodó las dos temporadas de la serie de televisión Heartstopper, creada y escrita por Alice Oseman y estrenada mundialmente el 22 de abril del 2022 (temporada 1) y el 3 de agosto de 2023 (temporada 2) en Netflix en coproducción con See-Saw Films.

## Filmografía

### Películas
| Año  | Título                             | Productora |
| ---- | ---------------------------------- | ---------- |
| 2000 | Diwrnod Hollol Mindblowing Heddiw  | S4C        |
| 2016 | Y Llyfrgell / The Library Suicides | S4C        |
| 2016 | Damilola, Our Loved Boy            | BBC One    |
| 2020 | Dream Horse                        | Sundance   |

### Series de televisión
| Título                | Episodios | Cadena        |
| --------------------- | --- | ------------- |
| Pam fi Duw?           | - Serie (1997) | S4C           |
| Belonging             | - Cuatro episodios (2000) | BBC One       |
| A Mind to Kill        | - "The Little House in the Forest" (2002) | Channel 5/S4C |
| Casualty              | - "Gimme Shelter" (2002) - "An Act of God" (2003) - "End of the Line" (2003) - "Never Judge a Book" (2003) | BBC One       |
| Cutting It            | - 1 episodio (2004) | BBC One       |
| Doctor Who            | - "The End of the World" (2005) - "The Unquiet Dead" (2005) - "Children in Need" (2005) - "Tooth and Claw" (2006) - "The Girl in the Fireplace" (2006) - "The Idiot's Lantern" (2006) - "Fear Her" (2006) - "The Runaway Bride" (2006) - "Silence in the Library" (2008) - "Forest of the Dead" (2008) - "Music of the Spheres" ((2008) - "The End of Time" (2009–2010) | BBC One       |
| All About George      | - 2 episodios (2005) | ITV1          |
| Jane Hall             | - 3 episodios (2006) | ITV1          |
| George Gently         | - "George Gently" (2007) | BBC One       |
| Fairy Tales           | - "Billy Goat" (2008) | BBC One       |
| Phoo Action           | - Pilot (2008) | BBC Three     |
| Torchwood             | - Children of Earth (5 parts, 2009) | BBC One       |
| Sherlock              | - "The Blind Banker" (2010) | BBC One       |
| Upstairs, Downstairs  | - "The Fledgling" (2010) - "The Ladybird" (2010) | BBC One       |
| Black Mirror          | - "Fifteen Million Merits" (2011) | Channel 4     |
| Last Tango in Halifax | - 6 episodios (2012) | BBC One       |
| Broadchurch           | - 3 episodios (2013) | ITV           |
| Happy Valley          | - Serie (2014) | BBC One       |
| Gracepoint            | - 2 episodios (2014) | Fox           |
| Cucumber              | - 2 episodios (2015) | Channel 4     |
| Daredevil             | - "The Ones We Leave Behind" (2015) - "The Dark at the End of the Tunnel" (2016) | Netflix       |
| Capital               | - Serie (2015) | BBC One       |
| Let the Right One In  | - Piloto (2017) | TNT           |
| Kiri                  | - Miniserie (2018) | Channel 4     |
| His Dark Materials    | - 1 episodio (2019) | BBC One       |
| Heartstopper          | - Serie (2022-2023) | Netflix       |